# Gertrude Atherton

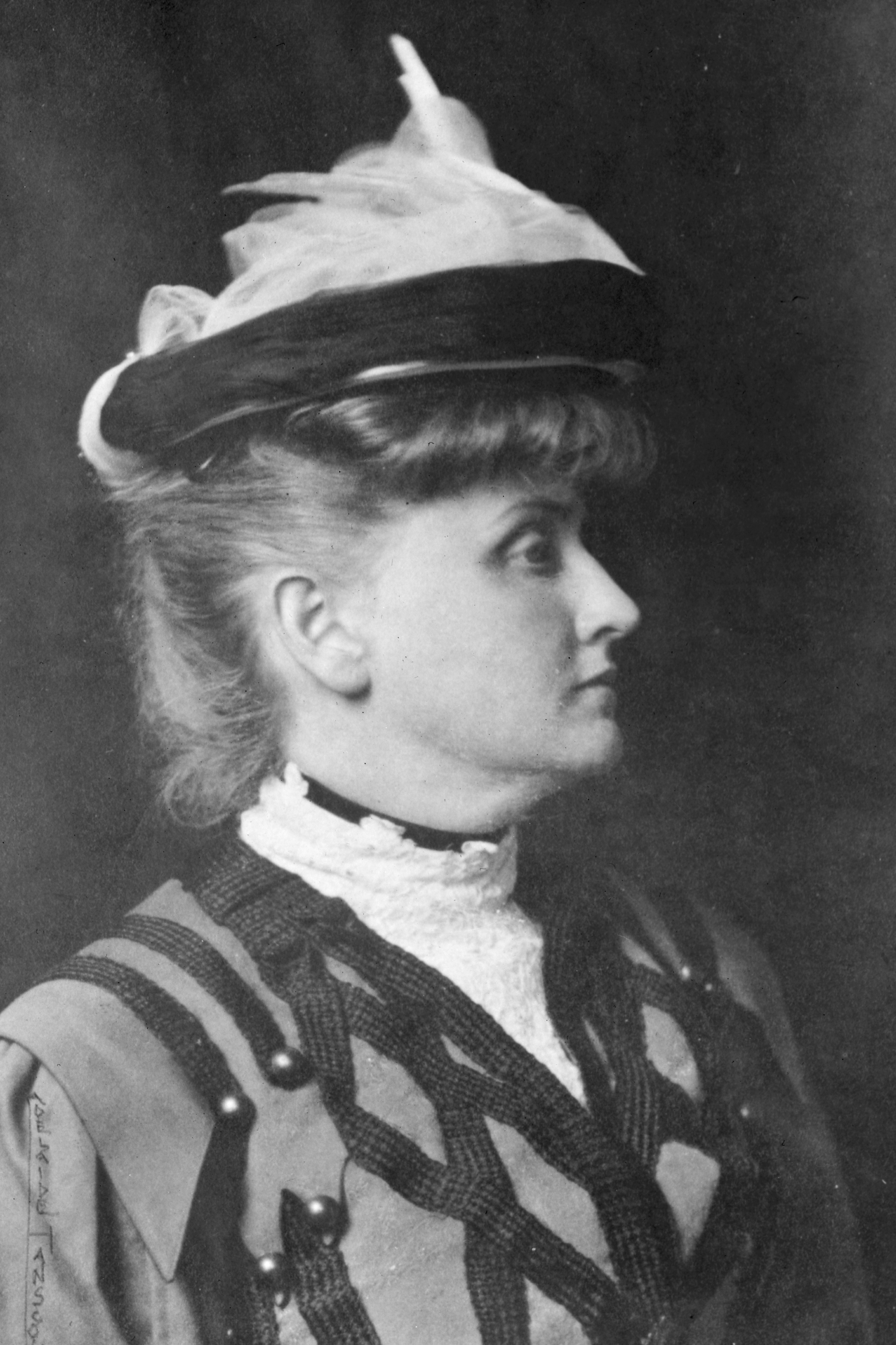
Gertrude Atherton (1904)

Gertrude Franklin Atherton (Geburtsname: Gertrude Franklin Horn) (* 30. Oktober 1857 in San Francisco, Kalifornien; † 14. Juni 1948 ebenda) war eine US-amerikanische Schriftstellerin.

## Leben
Nach dem Besuch der St. Mary’s Hall High School in Benicia heiratete sie am 14. Februar 1876 George Henry Bowen Atherton und begann ihre schriftstellerische Laufbahn 1886 ein Jahr vor dem Tod ihres Ehemanns. Ihr Sohn George starb jung an Diphtherie, sodass sie die Tochter Muriel Florence Atherton allein versorgen musste.
Ihr literarisches Debüt gab sie 1886 mit dem Roman Glimpses Of Three Coasts, dem die Romane The Californians (1899), A Daughter of the Vine (1899) und die Lebensgeschichte von Alexander Hamilton unter dem Titel The Conqueror (1902) folgten. Danach erschienen die Romane Rezanov (1906), The Ancestors (1907) sowie ihr bekanntestes Werk Black Oxen (1923). Daneben verfasste sie Drehbücher für den Filmschauspieler John Bowers.
Ihre Memoiren veröffentlichte sie 1932 unter dem Titel The Adventures of a Novelist. 1938 wurde sie in die American Academy of Arts and Letters aufgenommen. Sie starb 1948 und wurde auf dem Cypress Lawn Memorial Park bestattet.
Zu ihren weiteren Romanen und sonstigen Veröffentlichungen, in denen sie sich oftmals mit ihrer kalifornischen Heimat befasste, gehören:
- What Dreams May Come (1888)
- Cerritos (1890)
- Death and the Woman (Kurzgeschichten, 1892)
- The Doomswoman (1895)
- The Striding Place (Kurzgeschichten, 1896)
- American Wives and English Husbands (1898)
- The Valiant Runaways (1898)
- Senator North (1900)
- The Aristocrats (1901)
- The Splendid Idle Forties: Stories of Old California (Kurzgeschichten, 1902)
- Mrs. Pendleton’s Four-In-Hand (1903)
- Rulers of Kings (1904)
- The Travelling Thirds (1905)
- The Bell in the Fog: And Other Stories (Kurzgeschichten, 1905)
- Tower of Ivory (1910)
- Julia France and Her Times (1912)
- Perch of the Devil (1914)
- Before the Gringo Came (1915)
- Mrs. Balfame (1916)
- The Living Present: French Women in WWI (Sachbuch, 1917)
- The White Morning (1918)
- The Avalanche (1919)
- The Sisters-in-Law (1921)
- Sleeping Fires (1922)
- The Crystal Cup (1925)
- The Gorgeous Isle (1927)
- The Immortal Marriage (1927)
- The Jealous Gods (1928)
- Dido, Queen of Hearts (1929)
- The Sophisticates (1931)
- The Foghorn (Kurzgeschichten, 1934)
- Golden Peacock (1936)
- California, an Intimate History (Sachbuch, 1936)
- Can Women Be Gentlemen? (Sachbuch, 1938)
- The House of Lee (1940)
- The Horn Of Life (1942)
- Golden Gate Country (Sachbuch, 1945)
- My San Francisco: A Wayward Biography (Sachbuch, 1946)